# Гуррола, Флор Эдуарда
Флор Эдуарда Гуррола Виванко (исп. Flor Edwarda Gurrola Vivanco; 29 сентября 1979, Мехико, Мексика) — мексиканская актриса театра и кино, певица и общественный деятель.

## Биография
Родилась 29 сентября 1979 года в Мехико в семье кинематографиста Хуана Хосе Гурролы и Росы Виванко Родригес. Являлась одноклассницей и близкой подругой мексиканской актрисы и певицы Людвиги Палеты. Вместе со своей подругой отправилась на съёмки мексиканского телесериала Карусель и обе прошли пробы и снялись в телесериале и стали одноклассницами не только наяву, ну и на экране. Юная актриса сыграла роль школьницы Кармен Каррильо, близкой подругой героини Людвиги  Палеты. В 1992 году благодаря помощи Людвиги Палеты и её просьбам режиссёру-постановщику Хуану Карлосу Муньосу, снялась в роли Ёйи, одноклассницы и близкой подруги Алехандры в телесериале Дедушка и я. Актрисы Флор Эдуарда Гуррола и Людвига Палета являются бывшими одноклассницами и нынешними подругами и при жизни.
Актриса получила признание в 1998 году, когда сыграла главную роль Томасы  в фильме Артуро Рипштейна «Евангелие чудес», разделив роли с такими известными актёрами, как Рафаэль Инклан и Кэти Хурадо. В 1999 году она снялась в телесериале «Жизнь в зеркале», сыграв роль Дианы Роман Франко, дочери героев Ребекки Джонс и Гонсало Веги.
В 2003 году она недолгое время участвовала в качестве вокалистки женской рок-группы Las Ultrasónicas под псевдонимом «Eddy Micro». Она появилась в записи видеоклипа на песню "Descocada" указанной музыкальной группы.
В настоящее время она продолжает играть в спектаклях в Австрии и Мексике. Вместе со своей матерью Росой Виванко Родригес, является соучредителем Фонда Гурролы, который был создан для продвижения и распространения наследия жизни и творчества её папы, Хуана Хосе Гурролы, посредством всестороннего спасения его обширного архива, насчитывающего около 250 000 документов. включая тексты, фотографии, видео, аудио, планы, эскизы, рисунки и изображения.

## Фильмография

### Телесериалы
- 1985-2007 — Женщина, случаи из реальной жизни
- 1989 — Карусель — Кармен Каррильо.
- 1992 — Дедушка и я — Ёйя.
- 1999 — Жизнь в зеркале — Диана Роман Франко.
- 2010-12 — Я твой фанат — Ванесса.
- 2011 — В глубине души — Луиса.
- 2012 — Пристанище — Амполья.
- 2013 — Чужая — София.
- 2014 — Несдержанная любовь — Сильвана.
- 2018 — MexcamGirlz (не переводится) — Карла Миранда.
- 2021 — Всё будет хорошо — Организатор.
- 2022 — Мисс 89 — Луиса.
- 2023 — Снова упасть — Долли.

### Фильмы
- 1998 — Евангелие чудес — Томаса.
- 1999 —
  - Коапа Хайтс — Кимберли.
  - Маленькие ангелы — Палома.
  - Периферийное устройство
  - Сладкий запах смерти — Астрид.
- 2001 —
  - А какой он? — Хулия.
  - Возмещение ущерба — Девушка.
- 2002 — С тебя должок — Марке.
- 2003 — Лайтайт
- 2006 — Секс, любовь и другие извращения — Сестра.
- 2008 — Награда — Женщина.
- 2009 — Музыка скорой помощи
- 2010 —
  - Ад — Глория.
  - Головоногие — Роберта.
- 2018 — Светлячки (премия Ariel de plata в 2019 году в номинации лучшая актриса)

## Театральные работы
- Кто застрелил принцессу
- Кусочки жизни